# وردین (اهر)
وردین یکی از روستاهای استان آذربایجان شرقی است که در دهستان گویجه بل بخش مرکزی شهرستان اهر واقع شده‌است.این روستا ۵۶ نفر جمعیت دارد.